# Домен, Джон-Джон
Джон-Джон Доминик Домен (фр. John-John Dominique Dohmen; род. 24 января 1988, Андерлехт) — бельгийский хоккеист на траве, который играет за клуб «Орэ» и сборную Бельгии на позиции полузащитника. Олимпийский чемпион, чемпион мира и чемпион Европы.

## Биография
Джон-Джон Домен родился в Андерлехте в 1988 году и провёл молодость в Итре. Благодаря влиянию родителей начал играть в хоккей в пятилетнем возрасте.
Он получил высшее образование по специальности эрготерапия. В 2014 году он был кандидатом от Демократического гуманистического центра на бельгийских региональных выборах в Валлонском Брабанте.
Домен начал играть в хоккей, когда ему было пять лет, и дебютировал за клуб «Роял Леопольд» из Уккеле.
До 2020 года он был игроком «Ватерлоо Дакс», а с 2013 года стал капитаном национальной сборной Бельгии. Он выиграл пять национальных титулов, один за «Роял Леопольд» и четыре за «Ватерлоо Дакс». Он стал хоккеистом года Бельгии в сезоне 2008—2009 годов. В Еврохоккейной лиге 2018-19 «Ватерлоо Дакс» стали первым бельгийским клубом, выигравшим Еврохоккейную лигу.

### Международная карьера
Домен дебютировал в составе сборной, когда ему было всего 16 лет, в матче против Италии. По состоянию на 23 февраля 2017 года он сыграл 338 матчей за сборную.
Он участвовал на своих первых Олимпийских играх в 2008 году в Пекине. Спустя четыре года он поехал в Лондон на Олимпиаду-2012. Домен стал вице-чемпионом Европы 2013 года на домашнем первенстве в Боме.
На своих третьих Олимпийских играх в Рио-2016, Домен привёл свою команду к серебряной медали мужского турнира по хоккею на траве.
На церемонии вручения награды «Игрок года FIH 2016», главной награды Международной федерации хоккея, Домен был признан «Игроком 2016 года». Ранее он номинировался на награду в 2013 и 2015 годах.
В 2018 на чемпионате мира в Бхубанешваре завоевал Кубок вместе со сборной Бельгии.
В 2021 году стал олимпийским чемпионом в Токио.